# الفنان العظيم

شعار مقدمة الفنان العظيم

الفنان العظيم هي قاذفة القنابل B-29 التابعة للقوات الجوية الأمريكية (B-29-40-MO 44-27353 ، فيكتور برقم 89)، تم إدراج هذه القاذفة في سرب القنابل 393d ، المجموعة 509 المركبة (وهي مجموعة مختصة بالأسلحة النووية). وتم تسمية القاذفة تيمنًا باسم قائدها الكابتن الفذ كيرميت بيهان، في إشارة لمدى دقته في القصف. إذ أنها نفذت 12 مهمة تدريب وممارسة حيث قصفت جزر المحيط الهادئ التي تسيطر عليها اليابان وألقت قنابل اليقطين على الاهداف في اليابان. وكانت الطائرة الوحيدة التي شاركت في قصف هيروشيما وناغازاكي، وإن كانت كطائرة مراقبة في كل مهمة.
وبعد انتهاء الحرب، فقد عادت مع المجموعة 509 المركبة إلى مطار روزويل للجيش الجوي، نيو مكسيكو. وتم تسريحها في سبتمبر 1949 بعدما تعرضت لحادث ألحق بها ضرر بالغًا في قاعدة خليج غوس الجوية، لابرادور، في العام السابق.

## تاريخ الطائرات
وتم بناء الفنان العظيم (B-29-40-MO 44-27353) في مصنع جلين إل مارتن للطائرات في أوماها ، نبراسكا، وهي قاذفة من طراز Silverplate B-29 Superfortress . ولقد تمت الموافقة عليها من قبل القوات الجوية للجيش في 20 أبريل 1945، وتم نقلها جواً إلى مطار ويندوفر للجيش الجوي، يوتا، من قبل طاقمها المعين C-15، بقيادة الملازم الأول تشارلز دي ألبوري، في مايو. وغادرت مطار ويندوفر متوجهة إلى القاعدة الجوية نورث فيلد، تينيان في 22 يونيو. 
وتم تخصيص رقم 9 لـفيكتور (تعريف الوحدة المخصص)، ولكن في 1 أغسطس تم إعطاؤه علامة الذيل R لمجموعة القصف السادس كإجراء أمني، وتم تغيير رقم فيكتور الخاص إلى 89 تحسبًا لعدم الخطأ في التعرف على طائرات مجموعة القصف السادس. وتم رسم فن الأنف بعد مهمة ناغازاكي.  ويُزعم أن الاسم يشير إلى مواهب المدفعي القائد كيرميت بيهان، مع كل من قنبلة نوردن والنساء.  
وبالإضافة إلى استخدامه في مهام القنبلة النووية، تم نقل الفنان العظيم بواسطة خمسة أطقم مختلفة في 12 مهمة تدريب وممارسة. ومن ثم قامت بمهمات قصف جوية ضد روتا في 4 يوليو، وتروك في 8 يوليو، وماركوس في 9 يوليو. وعادت لقصف روتا مرة أخرى في يوميِّ12 و 14 يوليو، وقصفت غوغان في 18 و 19 يوليو. وتم نقلها بواسطة ألبوري وطاقم C-15 في مهمتين قتاليتين، وتم إحباط إحداهما، والأخرى أستخدمت فيها قنبلة من اليقطين لمهاجمة ساحات السكك الحديدية في كوبي في 24 يوليو. وطار الكابتن بوب لويس وطاقمه B-9 لإسقاط قنبلة اليقطين على هدف صناعي في كورياما في 29 يوليو. 
وتم تعيينها في مهمة هيروشيما بواسطة، الرائد تشارلز دبليو سويني، وكان ذلك في 6 أغسطس 1945، وكانت كطائرة أجهزة لقياس الانفجار.  في مهمة قصف ناغازاكي في 9 أغسطس 1945، وكان من المقرر أن تكون الطائرة التي تحمل القنبلة، ولكن تم تأجيل جدول المهمة لمدة يومين بسبب اعتبارات الطقس، ولم تتم إزالة الأجهزة بعد من الطائرات. لتجنب تأخير المهمة، فقام سويني بتبادل الطائرات مع طاقم Bockscar لنقل القنبلة الذرية الرجل البدين إلى ناغازاكي. وطار الكابتن فريدريك سي بوك وطاقمه من طراز C-13 بطائره الفنان العظيم إلى ناغازاكي في مهمة دعم الآلات الخاصة بها، وهبطوا في أوكيناوا في نهاية المهمة.  ولقد كانت الطائرة الوحيدة التي شاركت بشكل مباشر في كلتا المهمتين.  إنولا جاي ، التي يقودها الكابتن جورج ماركوارت طاقم بي 10، وكانت طائرة استطلاع الطقس لكوكورا، والهدف الأساسي في رحلة ناغازاكي. أبلغت إينولا جاي عن سماء صافية فوق كوكورا. 
ففي نوفمبر من عام 1945، فقد عادت مع المجموعة المركبة رقم 509 إلى حقل روزويل للجيش الجوي، نيو مكسيكو، حيث بقيت مخزنه هناك، باستثناء فترة وجيزة عندما تم تكليفها بـمهمة 1.5 من أجل عملية تقاطع الطرق الاختبارات النووية في حلقية بيكيني في يوليو 1946. وعادت للمجموعة، والتي تصنف الآن بمجموعة القصف 509، في سبتمبر.   وفي 3 سبتمبر من عام 1948، وأثناء مهمة تدريب الملاحة القطبية، تطورت مشكلة المحرك بعد إقلاعها من قاعدة خليج غوس الجوية، لابرادور، وانطلقت من نهاية المدرج عند محاولتها الهبوط. وقد أصيبت بأضرار بالغة، ولم تطير مرة أخرى، وتم إلغاؤها في نهاية المطاف في جوس باي في سبتمبر من عام م1949 ، على الرغم من أهميتها التاريخية.  

## يعرض
ويتم عرض هيكل الفنان العظيم في عرض رئيسي في «بوابة الروح» بقاعدة وايتمان الجوية بولاية ميسوري، وهي الآن القاعدة الرئيسية لمجموعة العمليات رقم 509. الطائرة، والتي كانت في الأصل من طراز B-29 44-61671، فقد كانت بمثابة طائرة إنقاذ «سوبر دامبو» SB-29 خلال الحرب الكورية، وتم تجديدها لتصوير الفنان العظيم وانتقلت إلى وايتمان بعد إغلاق قاعدة بيز الجوية في عام 1991.

## طاقم مهمة هيروشيما

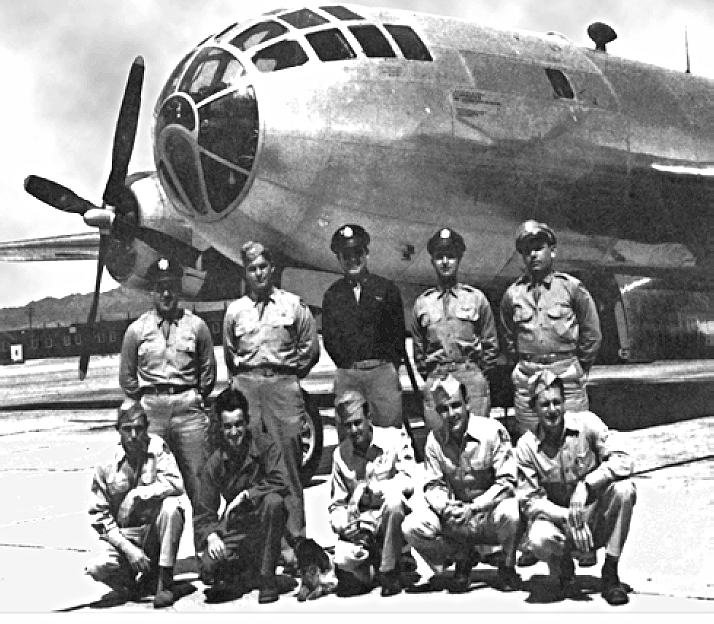
الطاقم C-15 في مقاعدة Wendover. الصف الأمامي: ديهارت ، كوهارك ، باكلي ، غالاغر ، سبيتزر ؛ الصف الخلفي: أوليفي ، بيهان ، سويني ، فان بيلت ، ألبوري

Crew C-15 (عادةً ما يتم تعيينه للفنان العظيم): 
- الرائد تشارلز دبليو سويني، قائد الطائرات
- الملازم الأول تشارلز د. (دون) ألبوري، طيار
- الملازم الثاني فريد أوليفي، مساعد طيار
- الكابتن جيمس فان بيلت، الملاح
- الكابتن كيرميت ك. بيهان، بومباردير
- العريف أبي سبيتزر، مشغل راديو
- السيد الرقيب جون د. كوهارك، مهندس طيران
- الرقيب راي غالاغر، مدفعي، مساعد مهندس طيران
- الرقيب إدوارد باكلي مشغل الرادار
- الرقيب ألبرت ديهارت، مدفعي الذي

مراقبو مشروع ألبرتا على متن بعثة هيروشيما: 
- لويس الفاريز
- هارولد اجنيو
- لورنس هـ.جونستون

## طاقم مهمة ناغازاكي
طاقم C-13 (وعادةً ما يتم تعيينه في Bockscar): 
- النقيب فريدريك سي بوك، قائد الطائرات
- الملازم هيو سي فيرجسون، مساعد طيار
- الملازم ليونارد جودفري، ملاح
- الملازم تشارلز ليفي، بومباردير
- السيد الرقيب رودريك إف أرنولد، مهندس طيران
- الرقيب رالف دي بيلانجر، مهندس طيران مساعد
- الرقيب رالف دي كاري، مشغل راديو
- الرقيب ويليام سي بارني، عامل الرادار
- الرقيب روبرت جيه ستوك، مدفعي الذيل

المراقبون على متن السفينة:  
- الرقيب أول والتر جودمان (مشروع ألبرتا)
- لورنس إتش جونستون (مشروع ألبرتا)
- الرقيب التقني جيسي كوبفيربيرج (مشروع ألبرتا)
- وليام ل. لورانس، مراسل صحيفة نيويورك تايمز